# アコーディア・ゴルフ空港ゴルフコース成田
アコーディア・ゴルフ空港ゴルフコース成田（アコーディア・ゴルフくうこうゴルフコースなりた）は、 千葉県印西市大森に事務所があるゴルフ場。印西市大森に「習志野カントリークラブ」、香取市小川に「空港ゴルフコース成田」のゴルフ場がある。

## 概要
アコーディア・ゴルフ空港ゴルフコース成田は、「旧・日東興業グループ」が運営していた代表的なゴルフ場である、1965年（昭和40年）11月3日、開場された「習志野カントリークラブ」と、同様に、1976年（昭和51年）11月4日、開場された「習志野カントリークラブ空港コース」であったが、 その後、経営権が移動し、「アコーディア・ゴルフグループ」の「株式会社アコーディアAH01」によって運営されている。ゴルフコースの設計は、「習志野カントリークラブ」は藤田欽哉が行い、「空港ゴルフコース成田コース」はニットーランド株式会社が行った。

## 所在地
〒289-0423 千葉県香取市小川1371-1番地 

## コース情報
- 開場日 - 1976年11月4日
- 設計者 - ニットーランド株式会社
- 面積 - 825,000m2（約24.9万坪）
- コースタイプ - 丘陵コース
- コース - 18ホールズ、パー72、ヤード、コースレート70.9
- グリーン - 2グリーン、ベント（ペンクロス）
- フェアウエイ - コーライ
- ラフ - ノシバ
- ハザード - バンカーの45、池が絡むホール12
- プレースタイル - 乗用カート(5人乗り)、自走式、全組セルフプレー
- 練習場 - 18打席 230ヤード
- 休場日 - 定休日なし[3]

## ギャラリー
- コース - 「アコーディア・ゴルフ空港ゴルフコース成田」、コースレイアウト

## 交通アクセス
- 鉄道 - JR総武本線 - 八日市場駅よりタクシー利用 約15分
- 道路 - 東関東自動車道 - 大栄ICより 16km 約20分[4]

## 関連文献
- 『ゴルフ場ガイド 東版』2006-2007、「アコーディア・ゴルフ（千葉県）」、東京 ゴルフダイジェスト社、2006年5月、2020年8月25日閲覧
- 『月刊ゴルフマネジメント』、「FW乗り入れを増やし次世代対応に (株)アコーディア・ゴルフ」、東京 一季出版、2006年8月、2020年8月25日閲覧
- 『財界話題の新規上場会社』、「上場した強み 上場後の課題 出光興産/あおぞら銀行/アコーディア・ゴルフ/野村不動産 SRIスポーツ」、東京 財界研究所、2006年11月7日、2020年8月25日閲覧
- 『MARR : Mergers & acquisitions research report / レコフデータ』、「 編編集長の眼(インタビュー)(No.101)外資に招かれ、事業革命で瀕死の業界を蘇らせる アコーディア・ゴルフ　竹生道巨社長」、竹生道巨著、東京 レコフデータ、2008年5月、2020年8月25日閲覧
- 『レジャー産業資料』、「インタビュー アコーディア・ゴルフ 代表取締役社長 竹生道巨氏」、竹生道巨著、東京 綜合ユニコム、2009年1月、2020年8月25日閲覧
- 『月刊ゴルフマネジメント』、「カジュアルゴルフのパイオニア アコーディア・ゴルフとPGM(パシフィックゴルフマネージメント)のプレースタイル解剖」、東京 一季出版、2011年12月、2020年8月25日閲覧
- 『日経ビジネス』、「渦中のひと 鎌田隆介アコーディア・ゴルフ社長の告白 24時間総会、波乱の内幕」、鎌田隆介著、東京 日経BP社、2012年7月16日、2020年8月25日閲覧
- 『経済界』、「プロキシーファイトに僅差で勝利するも 将来不安から解放されないアコーディア・ゴルフの憂鬱」、東京 経済界、2012年7月31日、2020年8月25日閲覧
- 『資料版 商事法務最近の裁判動向』、 「アコーディア・ゴルフ株主名簿閲覧謄写仮処分申立事件決定[東京地裁平成24.12.21決定]」、 東京 商事法務2013.1、2020年8月25日閲覧
- 『月刊ゴルフマネジメント』、「神田有宏PGM社長にアコーディア・ゴルフTOBを聞く 統合によるサバイバル戦略とゴルフ場業界の将来」、神田有宏著、東京 一季出版、2013年1月、2020年8月25日閲覧
- 『経済界』、「TOBを阻止するも 資金難の危険性をはらんだアコーディア・ゴルフの憂鬱」、東京 経済界、2013年7月30日、2020年8月25日閲覧
- 『経済界』、「起死回生策か無謀な博打か アコーディア・ゴルフのアセットライト戦略の成否を占う」、大和賢治著、2014年6月10日、2020年8月25日閲覧
- 『月刊ゴルフマネジメント』、「アセットライト? ゴルフ場売却の報道で大波紋 運営に特化するアコーディア・ゴルフの新戦略」、東京 一季出版、2014年6月、2020年8月25日閲覧
- 『月刊ゴルフマネジメント』、「外国人雇用の実態と課題 アコーディア・ゴルフが外国人技能実習生の受け入れを開始」、大橋統樹・谷口哲史著、東京 一季出版、2019年2月、2020年8月25日閲覧
- 『月刊ゴルフマネジメント』、「2019年企業グループ別ゴルフ場保有ランキング トップはアコーディア・ゴルフ-NXグループ 3位以下のランク変動をもたらす」、東京 一季出版、2019年7月、2020年8月25日閲覧